# 北田典子
北田 典子（きただ のりこ、1966年8月10日 - ）は、東京都中央区出身の日本の柔道家。日本体育大学体育学部武道学科卒業。現役時代は61kg級の選手。旧姓は持田。従兄には世界選手権で2位になったことのある持田達人がいる。身長162cm。得意技は内股、小内刈。

## 人物
小学生まではバレエを習っていた。柔道は中学1年の時に始めた。講道学舎の道場では毎朝大腰の打ち込みに1時間半ほど費やされたが、そのおかげで腰がしっかり定まった。
選手としては戸板女子高校の時代からトップレベルで活躍していた。
日体大1年の時には体重別決勝で東海大学4年の八戸かおりに敗れるも2位になった。2年の時には強化選手選考会で優勝を飾った。また正力杯で優勝すると、福岡国際では決勝でアメリカのリン・ロースキを有効で破って国際大会初優勝を飾った。3年の時には体重別決勝で世界選手権3位のライバルである筑波大学3年の藤本涼子を破って、世界選手権代表に選出された。世界選手権では準決勝で世界チャンピオンであるイギリスのダイアン・ベルに判定で敗れるも3位になった。福岡国際では決勝でもう1人のライバルである小林貴子に有効で敗れて2連覇はならなかった。なお、この当時はライバルだった小林や藤本に対抗するためにウェイトトレーニングを含めて毎日12時間以上も稽古を積んでいたという。4年の時には前年の世界選手権でメダルを獲得したことにより1988年ソウルオリンピックに出場する権利を得た。その初戦では地元韓国のキム・スンヘに技ありと有効を取られて大きくリードされながらも、終了2秒前に縦四方固で逆転勝ちして準決勝に進むが、ベルを相手に小内刈などで効果2つを先取しながら内股で逆転負けを喫した。3位決定戦ではニュージーランドのドナ・ガイに内股の技ありで優勢勝ちして3位（銅メダル獲得）に入賞した。しかしながら、金メダルのみを目標にしていたこともあって、「こんな銅メダルいらない」と長い間メダルをぞんざいに扱っていた。その後、結婚して子供を出産した時に看護師が子供に向かって「お母さんがメダリストなんて、いいわね」と声を掛けてもらったことがきっかけで、「私、銅メダルでもいいじゃないか。子供に一つでもいいと言ってもらえるものがあった」という気持ちになって、ようやく銅メダルを受け入れることができたという。
1989年には三井住友海上に入社して社会人になるも、体重別では決勝で小林に敗れて世界選手権代表になれなかった。その後は以前ほどの活躍ができず引退した。
引退後は全日本女子チームや三井住友海上のコーチとなった。三井住友海上時代には、全日本ジュニア強化選手であった恵本裕子をスカウトし、1996年アトランタオリンピックで日本の女子選手として初の金メダルに導くなどの実績を築いた。また、時々柔道のテレビ放映での解説も受け持ったりした。その後東海大学出身で柔道の元強化選手である北田晃三と結婚した。
2013年3月には女子柔道強化選手への暴力問題を受けて全柔連が新たに設置した「改革・改善実行プロジェクト」のメンバーに選出された。5月にはセクシャルハラスメントの根絶を目指す作業部会の部会長となった。6月には全日本柔道連盟の理事に谷亮子、田辺陽子とともに女性として初めて起用されることになった。その際に「セクハラの部会の責任者として一人でも被害者をなくすこと、暴力をゼロにすることを目標に頑張っていきたいと思います」と決意を語った。2016年現在は日体大女子柔道部の監督も務めている。

## 主な戦績
- 1983年 - 体重別 3位
- 1984年 - 体重別 3位
- 1985年 - 強化選手選考会 3位
- 1985年 - 体重別 2位
- 1986年 - 強化選手選考会 優勝
- 1986年 - 正力杯 56kg超級 優勝
- 1986年 - 福岡国際 優勝
- 1987年 - 体重別 優勝
- 1987年 - 世界選手権 3位
- 1987年 - 福岡国際 2位
- 1988年 - 体重別 優勝
- 1988年 - 正力杯 優勝
- 1988年 - ソウルオリンピック第3位入賞 公開競技
- 1989年 - 体重別 2位
- 1989年 - 福岡国際 2位

(出典、JudoInside.com)。